# Костянтинівка (Корюківський район)
Костянти́нівка — село в Україні, у Корюківській міській громаді Корюківського району Чернігівської області. Населення становить 9 осіб. До 2020 орган місцевого самоврядування — Прибинська сільська рада.

## Географія
Село розташоване за 37 км від районного центру і залізничної станції Корюківка . Висота над рівнем моря — 153 м.

## Історія
За розповідями старожилів, у кінці XIX ст. підприємець Вебер купив ділянку лісу, проклав вузькоколійку до залізничної станції Сновськ, найняв людей для заготівлі лісу і заснував хутір Костянтинівку. На мапі 1941 року - х.Шейдевські.
12 червня 2020 року, відповідно до розпорядження Кабінету Міністрів України № 730-р «Про визначення адміністративних центрів та затвердження територій територіальних громад Чернігівської області», увійшло до складу Корюківської міської громади.
19 липня 2020 року, в результаті адміністративно-територіальної реформи та ліквідації колишнього Корюківського району, село увійшло до складу новоутвореного Корюківського району.